# Петров, Яков Петрович
Яков Петрович Петров — советский хозяйственный, государственный и политический деятель.

## Биография
Родился в 1906 году в деревне Ягунькино. Член ВКП(б).
С 1936 года — на хозяйственной, общественной и политической работе. В 1936—1951 гг. — начальник политсектора народного комиссариата земледелия Чувашской АССР, первый секретарь Сундырского райкома ВКП(б), первый секретарь Вурнарского райкома ВКП(б), первый секретарь Моргаушского райкома ВКП(б).
Избирался депутатом Верховного Совета СССР 2-го созыва.